# Андреас Гольмквіст
Андреас Гольмквіст (швед. Andreas Holmqvist, нар. 23 липня 1981, Стокгольм) — шведський хокеїст, що грав на позиції захисника. Грав за збірну команду Швеції.
Його рідний брат Мікаель Гольмквіст також в минулому хокеїст.

## Ігрова кар'єра
Хокейну кар'єру розпочав на батьківщині 2000 року виступами за команду «Гаммарбю».
2001 року був обраний на драфті НХЛ під 61-м загальним номером командою «Тампа-Бей Лайтнінг».
Протягом професійної клубної ігрової кар'єри, що тривала 16 років, захищав кольори команд «Лінчепінг», «Гамільтон Бульдогс», «Спрингфілд Фелконс», «Вестра Фрелунда», «Юргорден» та «Кельнер Гайє».
Виступав за збірну Швеції в складі якої став чемпіоном світу 2006 року.

## Тренерська робота
У вересні 2015 став асистентом головного тренера столичного клубу «Юргорден».

## Статистика
| Сезон              | Клуб                    | Ліга               | Регулярний сезон | Регулярний сезон | Регулярний сезон | Регулярний сезон | Регулярний сезон | Плей-оф | Плей-оф | Плей-оф | Плей-оф | Плей-оф |
| Сезон              | Клуб                    | Ліга               | І                | Г                | П                | О                | ШХ               | І       | Г       | П       | О       | ШХ      |
| ------------------ | ----------------------- | ------------------ | ---------------- | ---------------- | ---------------- | ---------------- | ---------------- | ------- | ------- | ------- | ------- | ------- |
| 2000–01            | «Гаммарбю»              | Гокейаллсвенскан   | 37               | 5                | 13               | 18               | 40               | 15      | 5       | 3       | 8       | 8       |
| 2001–02            | «Гаммарбю»              | Гокейаллсвенскан   | 42               | 11               | 13               | 24               | 97               | —       | —       | —       | —       | —       |
| 2002–03            | «Лінчепінг»             | Елітсерія          | 43               | 4                | 9                | 13               | 28               | 10      | 0       | 0       | 0       | 4       |
| 2003–04            | «Гамільтон Бульдогс»    | АХЛ                | 4                | 0                | 0                | 0                | 0                | —       | —       | —       | —       | —       |
| 2003–04            | «Пенсакола Айс-Пайлотс» | ХЛСУ               | 63               | 4                | 33               | 37               | 16               | 5       | 0       | 4       | 4       | 0       |
| 2004–05            | «Спрингфілд Фелконс»    | АХЛ                | 42               | 3                | 9                | 12               | 22               | —       | —       | —       | —       | —       |
| 2005–06            | «Лінчепінг»             | Елітсерія          | 46               | 6                | 16               | 22               | 64               | 13      | 1       | 3       | 4       | 24      |
| 2006–07            | «Лінчепінг»             | Елітсерія          | 49               | 7                | 21               | 28               | 54               | 12      | 4       | 5       | 9       | 35      |
| 2007–08            | «Вестра Фрелунда»       | Елітсерія          | 49               | 3                | 23               | 26               | 40               | 4       | 0       | 0       | 0       | 2       |
| 2008–09            | «Фрелунда»              | Елітсерія          | 7                | 1                | 2                | 3                | 10               | —       | —       | —       | —       | —       |
| 2008–09            | «Юргорден»              | Елітсерія          | 34               | 5                | 11               | 16               | 30               | —       | —       | —       | —       | —       |
| 2009–10            | «Юргорден»              | Елітсерія          | 51               | 3                | 21               | 24               | 84               | 15      | 3       | 3       | 6       | 12      |
| 2010–11            | «Юргорден»              | Елітсерія          | 48               | 12               | 17               | 29               | 10               | 7       | 0       | 3       | 3       | 2       |
| 2011–12            | «Юргорден»              | Елітсерія          | 40               | 5                | 9                | 14               | 20               | —       | —       | —       | —       | —       |
| 2012–13            | «Кельнер Гайє»          | ДХЛ                | 49               | 11               | 39               | 50               | 30               | 12      | 0       | 12      | 12      | 6       |
| 2013–14            | «Кельнер Гайє»          | ДХЛ                | 35               | 3                | 18               | 21               | 28               | 17      | 1       | 5       | 6       | 10      |
| 2014–15            | «Кельнер Гайє»          | ДХЛ                | 32               | 2                | 15               | 17               | 14               | —       | —       | —       | —       | —       |
| Усього в Елітсерії | Усього в Елітсерії      | Усього в Елітсерії | 368              | 46               | 129              | 175              | 340              | 51      | 8       | 14      | 22      | 75      |